# 馬克斯廣場 (亞利桑那州)
馬克斯廣場（英語：Marques Place）是位於美國亞利桑那州格林利縣的一個非建制地區。該地的面積和人口皆未知。

## 地理
馬克斯廣場的座標為32°58′33″N 109°21′59″W / 32.97583°N 109.36639°W，而該地的平均海拔高度為1008米（即3307英尺）。